# Lister Storm
O Lister Storm foi um carro de corrida homologado e construído pela Lister Motor Company do Reino Unido em 1993. O Storm utilizou o maior motor V12 montado num carro de estrada de produção desde a II Guerra Mundial, a 6996 cc (6,996 L; 426,9 cu in) baseado no utilitário  Jaguar XJR Sportscars que competiu nas 24 Horas de Le Mans. Ele também ganhou uma versão de produção, que devido ao alto preço, 350,000 dólares por veículo, apenas quatro exemplares foram produzidos antes da parada na produção.

## Especificações
- Motor: Jaguar V12
- Displacement: 6996 cc
- Compressão: 10.5:1
- Potência: 546 hp a 6100 rpm
- Torque: 786.37 Nm a 3450 rpm
- Velocidade máxima: 335 km/h

## Referencias
- «1993 Lister Storm». Supercars.net. Consultado em 13 de junho de 2005

## Ligações Externas
- Lister Cars